# Леприкон 3
Леприкон 3 (енгл. Leprechaun 3) је амерички хорор филм из 1995. године, режисера Брајана Тренчард-Смита, наставак филма Леприкон 2, са Ворвиком Дејвисом, Џоном Гатинсом, Керолајн Вилијамс и Ли Армстронг у главним улогама. Радња се одвија у Лас Вегасу.
Уз осми део, добио је најбоље оцене публике и критичара у целом серијалу. Постигао је и велики комерцијални успех, поставши најпродаванији филм у години, снимљен директно-на-видео. Дејвис, који поново тумачи насловног антагонисту, открио је једном приликом да му је ово омиљени филм у серијалу.
У овом делу, као слабост Леприкона приказан је магични медаљон који га може претворити у камену статуу.
Две године касније добио је наставак под насловом Леприкон 4: У свемиру.

## Радња
Зли леприкон прогони момка, по имену Скот Мекој, који му је украо један златник и започиње нови крвави пир, овога пута у Лас Вегасу. Сплетом околности, златник почиње да кружи међу запосленима у једном казину, док леприкон случајно зарази Скота својом зеленом крвљу и он почиње да се претвара у другог леприкона.

## Улоге
| Глумац            | Улога             |
| ----------------- | ----------------- |
| Ворвик Дејвис     | Леприкон          |
| Џон Гатинс        | Скот Мекој        |
| Ли Армстронг      | Тами Ларсен       |
| Керолајн Вилијамс | Лорета            |
| Џон Демита        | Фазио             |
| Мајкл Калан       | Мич               |
| Том Дуган         | Арт               |
| Марчело Туберт    | Гупта             |
| Роџер Хјулет      | Тони              |
| Хајди Стели       | девојка фантазије |
| Мерл Кенеди       | Мелиса Френклин   |
| Тери Ли Крисп     | Елвис Присли      |
| Род Мекари        | отац Боб          |
| Зои Трилинг       | Ширли Финерти     |